# Anthony Eden
Robert Anthony Eden (n. 12 iunie 1897, Durham, Anglia, Regatul Unit al Marii Britanii și Irlandei – d. 14 ianuarie 1977, Alvediston⁠(d), Anglia, Regatul Unit) a fost un politician britanic care a ocupat funcția de ministru al afacerilor externe de trei ori în perioada 1935-1955, inclusiv în timpul celui de-al Doilea Război Mondial. Anthony Eden a fost prim-ministru al Regatului Unit în perioada 7 aprilie 1955 - 10 ianuarie 1957.